# Villa Sauermann (Südergraben 47)

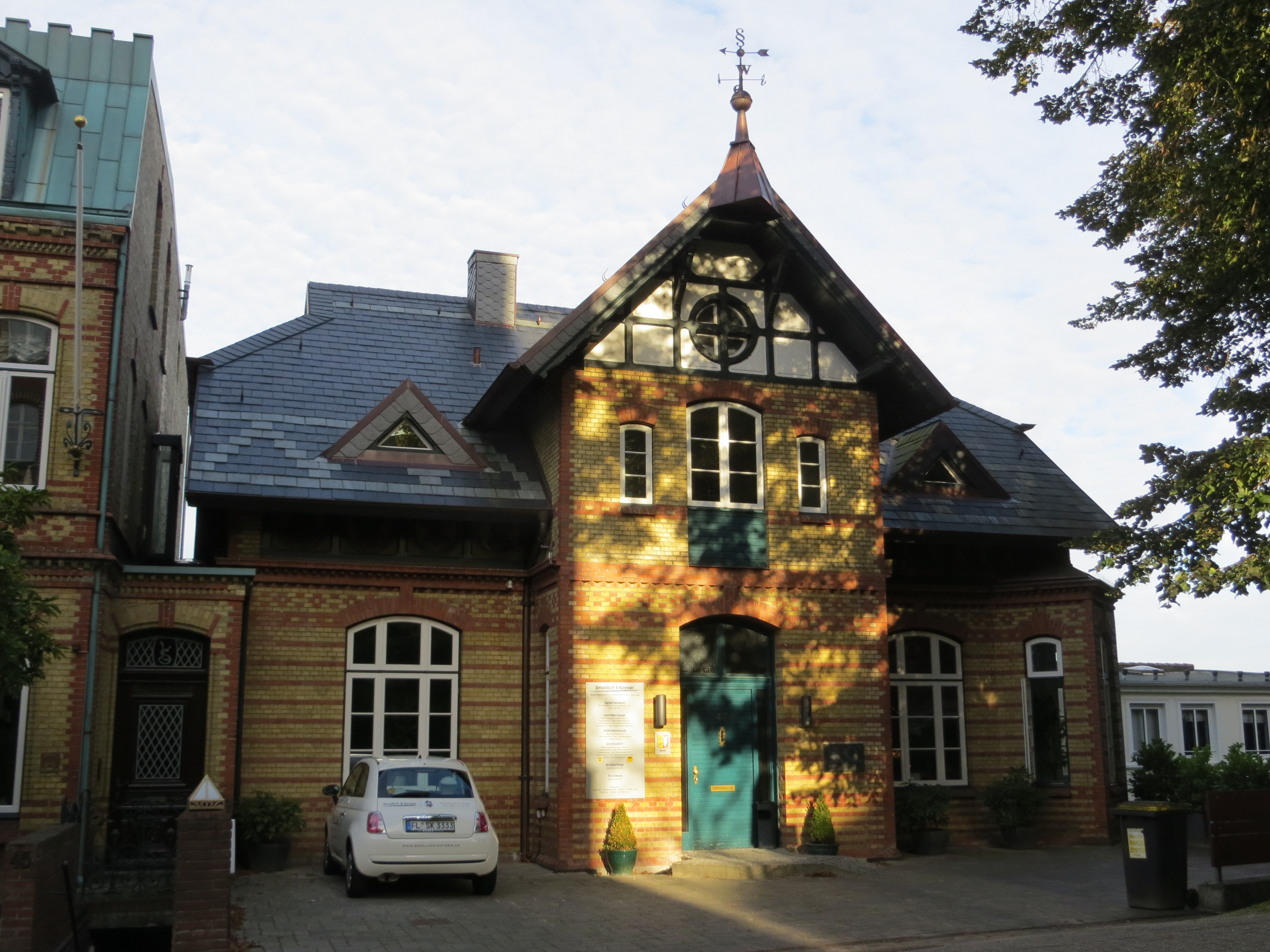
Die Villa Sauermann im Jahr 2013

Die Villa Sauermann im Südergraben 47, in Flensburg-Friesischer Berg gehört zu den Kulturdenkmalen der Stadt. Sie ist nicht zu verwechseln mit der im selben Stadtteil befindlichen gleichnamigen Villa Sauermann in der Friedrichstraße 41.

## Hintergrund
Die Villa wurde 1884 vom Kieler Architekten Heinrich Moldenschardt am westlichen Hang der Stadt für Heinrich Sauermann errichtet. Der zur Straße eingeschossige Gelbbacksteinbau besitzt auf der Hangseite, von der Straße weg, zwei Geschosse. Sgraffiti-Fries mit Porträtmedaillon der Meister deutscher Renaissance (auf der linken Seite): Albrecht Dürer, Brüggemann, Hans Holbein der Ältere und Wenzel Jamnitzer sowie Meister der Neorenaissance (auf der rechten Seite): Karl Friedrich Schinkel, Gottfried Semper, Heinrich von Ferstel und Heinrich Moldenschardt, der die Villa errichtete. Auf der Nordseite der Villa wurde 1890 ein zweigeschossiger Gelbsteinbau nach Entwurf des Zimmermeisters Boy Willandsen angebaut, der heute die Adresse Südergraben 45 besitzt. In diesem Gebäude war die Fachschule für Kunsttischler und Bildhauer von Heinrich Sauermann untergebracht. 1975 wurde die Villa Sauermann zu einer Anwaltspraxis umgebaut. Eine optisch passende Wetterfahne auf dem Dach verdeutlicht diese noch heutige Nutzung des Gebäudes. Eine angebrachte Gedenktafel erinnert heute daran, dass Heinrich Sauermann in dem Gebäude lebte und wirkte.